# ماكس ويست
ماكس ويست (بالإنجليزية: Max West)‏ هو لاعب كرة قاعدة أمريكي، ولد في 28 نوفمبر 1916 في دكستر في الولايات المتحدة، وتوفي في 31 ديسمبر 2003 في سيررا مادري في الولايات المتحدة بسبب سرطان.

## وصلات خارجية
- ماكس ويست على موقعبيزبول رفرنس.كوم (الدوري الرئيسي) (الإنجليزية)